# Cymakra baileyi
Cymakra baileyi é uma espécie de gastrópode do gênero Cymakra, pertencente a família Mitromorphidae.